# Liste der Naturdenkmale in Karlsdorf-Neuthard
| Naturdenkmale | Anzahl |
| ------------- | ------ |
| FND           | 1      |
| END           | 0      |
| Gesamt        | 1      |

Die Liste der Naturdenkmale in Karlsdorf-Neuthard nennt die verordneten Naturdenkmale (ND) der im baden-württembergischen Landkreis Karlsruhe liegenden Gemeinde Karlsdorf-Neuthard. In Karlsdorf-Neuthard gibt es insgesamt ein als Naturdenkmal geschütztes Objekt, es handelt sich um ein flächenhaftes Naturdenkmal (FND), es gibt kein Einzelgebilde-Naturdenkmal (END).
Stand: 1. November 2016.

## Flächenhafte Naturdenkmale (FND)
| Name                     | Bild | Kennung     | Einzelheiten       | Position | Fläche Hektar | Datum         |
| ------------------------ | ---- | ----------- | ------------------ | -------- | ------------- | ------------- |
| Tümpel am Erlenwald      |      | 82151030001 | Karlsdorf-Neuthard | ⊙        | 4,0           | 13. Sep. 1995 |
| Legende für Naturdenkmal |      |             |                    |          |               |               |